# LOM Praha

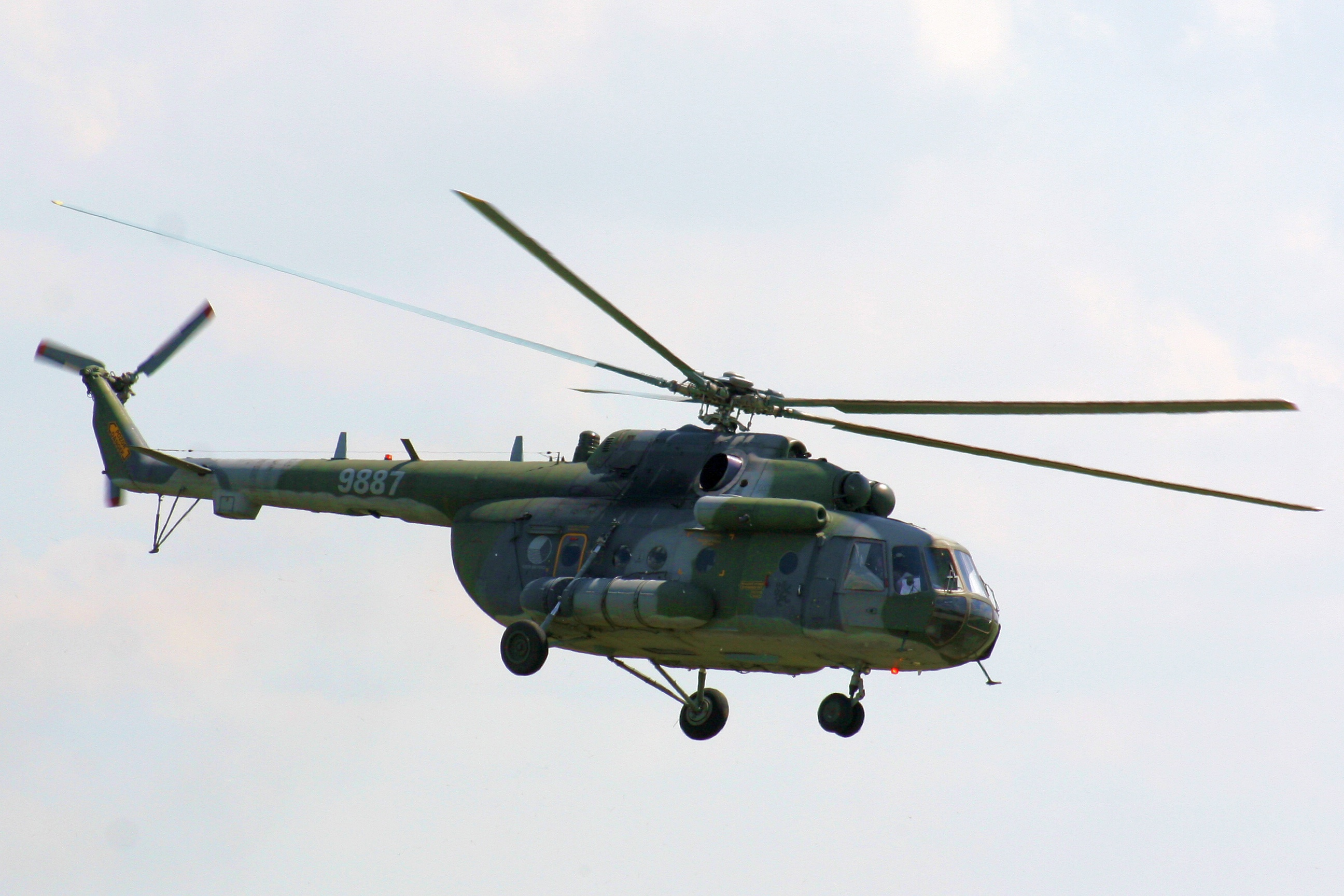
Mil Mi-171Sh českého vojenského letectva

LOM PRAHA s.p. (Letecké opravny Malešice) jsou státní podnik, který se podílí na českém obranném leteckém průmyslu; jeho zřizovatelem je Ministerstvo obrany ČR. Působí na českém i zahraničním trhu; polem působnosti jsou modernizace a opravy vrtulníkové techniky. Nabízí komplexní služby provozovatelům vrtulníků rodiny Mil, od výcviku pilotů i pozemního personálu přes údržbu, servis až po modernizace a zástavby nových avionických, komunikačních, zbraňových či ochranných systémů. Tradičním zákazníkem LOM PRAHA je Armáda ČR, ale firma se v rostoucí míře orientuje na zahraniční zakázky. Podnik se sídlem v Praze-Malešicích patří mezi nejstarší podniky leteckého průmyslu v českých zemích s tradicí od roku 1915.